# Чемпионат России по футболу среди женщин 2001
Чемпионат России по футболу среди женщин 2001 — 10-й сезон Высшего дивизиона в системе женских футбольных лиг России. Сезон начался 29 апреля 2001 года и завершился 29 сентября 2001 года. Победителем в четвертый раз стал ЦСК ВВС (Самара).

## Участники
Сводная статистика участников
учтены матчи завершённых сезонов
без учёта мячей забитых в сериях послематчевых пенальти
с учётом технических результатов
легенда
 — команда была Чемпионом
 — команда была вице-чемпионом
 — команда была бронзовый призёром
| команда         | команда   | сезоны | сезоны          | Результаты выступлений | Результаты выступлений | Результаты выступлений | Результаты выступлений | Результаты выступлений | Результаты выступлений | Результаты выступлений | Результат в сезоне 2000    | Примечания                                                                        |
| наименование    | город     | #      | года            | И                      | В                      | Н                      | П                      | ЗМ                     | ПМ                     | РМ                     | Результат в сезоне 2000    | Примечания                                                                        |
| --------------- | --------- | ------ | --------------- | ---------------------- | ---------------------- | ---------------------- | ---------------------- | ---------------------- | ---------------------- | ---------------------- | -------------------------- | --------------------------------------------------------------------------------- |
| Энергия-XXI век | Воронеж   | 9      | 1992—2000       | 187                    | 142                    | 20                     | 25                     | 546                    | 101                    | +445                   | Высший дивизион, 2-е место | Энергия (1992—1998)                                                               |
| ЦСК ВВС         | Самара    | 9      | 1992—2000       | 187                    | 138                    | 27                     | 22                     | 502                    | 116                    | +386                   | Высший дивизион, 3-е место |                                                                                   |
| Чертаново       | Москва    | 9      | 1992—2000       | 186                    | 83                     | 35                     | 68                     | 270                    | 239                    | +31                    | Высший дивизион, 5-е место | СКИФ (Малаховка) (1992) СКИФ-Фемина (Малаховка) (1993) Чертаново-СКИФ (1994—1996) |
| Лада            | Тольятти  | 7      | 1994—2000       | 136                    | 70                     | 17                     | 49                     | 244                    | 208                    | +36                    | Высший дивизион, 6-е место |                                                                                   |
| Волжанка        | Чебоксары | 6      | 1992—1996, 2000 | 132                    | 50                     | 22                     | 60                     | 154                    | 170                    | -16                    | Высший дивизион, 7-е место |                                                                                   |
| Кубаночка       | Краснодар | 6      | 1992, 1996—2000 | 120                    | 36                     | 15                     | 69                     | 116                    | 173                    | -57                    | Высший дивизион, 4-е место | Седин-Шисс (1992)                                                                 |
| Рязань-ТНК      | Рязань    | 4      | 1997—2000       | 70                     | 49                     | 8                      | 13                     | 203                    | 63                     | +140                   | Высший дивизион, 1-е место | ВДВ (1997—1999)                                                                   |
| Спартак         | Москва    | 1      | 1992            | 28                     | 14                     | 4                      | 10                     | 36                     | 22                     | +14                    | —                          | Спартак-Преображение (1992)                                                       |
| Дон-Текс        | Шахты     | 1      | 2000            | 16                     | 0                      | 1                      | 15                     | 5                      | 68                     | -63                    | Высший дивизион, 9-е место |                                                                                   |

Команда Высшего дивизиона 2000 «Диана» в связи с финансовыми трудностями прекратила существование в межсезонье путём преобразования в «Спартак»

## Регламент
Чемпионат во второй раз прошел в два этапа (первый был в сезоне 1999).
9 команд высшей лиги на первом этапе сыграли каждая с каждой в два круга (дома и в гостях). С учётом показанных на 1 этапе результатов первая пятерка клубов разыграла призовые места и путевку в Кубок УЕФА 2002/03, сыграв каждая с каждой в два круга (дома и в гостях). Команды с 6 по 9 также с учётом показанных результатов на 1 этапе определили неудачника сезона сыграв каждая с каждой в два круга (дома и в гостях).

## Турнирная таблица

### 1 этап
29 апреля — 16 августа
| Поз | Команда                   | И  | В  | Н | П  | МЗ | МП | РМ  | О  | Квалификация или выбывание              |
| --- | ------------------------- | -- | -- | - | -- | -- | -- | --- | -- | --------------------------------------- |
| 1   | ЦСК ВВС (Самара)          | 16 | 14 | 1 | 1  | 62 | 11 | +51 | 43 | Выход в заключительный этап (1-5 места) |
| 2   | Энергия-XXI век (Воронеж) | 16 | 11 | 2 | 3  | 28 | 9  | +19 | 35 | Выход в заключительный этап (1-5 места) |
| 3   | Рязань-ТНК (Рязань)       | 16 | 11 | 1 | 4  | 65 | 13 | +52 | 34 | Выход в заключительный этап (1-5 места) |
| 4   | Лада (Тольятти)           | 16 | 10 | 2 | 4  | 31 | 13 | +18 | 32 | Выход в заключительный этап (1-5 места) |
| 5   | Кубаночка (Краснодар)     | 16 | 7  | 3 | 6  | 22 | 17 | +5  | 24 | Выход в заключительный этап (1-5 места) |
| 6   | Спартак (Москва)          | 16 | 4  | 3 | 9  | 12 | 34 | -22 | 15 | Выход в заключительный этап (6-9 места) |
| 7   | Волжанка (Чебоксары)      | 16 | 4  | 2 | 10 | 11 | 27 | -16 | 14 | Выход в заключительный этап (6-9 места) |
| 8   | Чертаново (Москва)        | 16 | 2  | 3 | 11 | 8  | 52 | -44 | 9  | Выход в заключительный этап (6-9 места) |
| 9   | Дон-Текс (Шахты)          | 16 | 0  | 1 | 15 | 1  | 64 | -63 | 1  | Выход в заключительный этап (6-9 места) |

#### Бомбардиры после 1 этапа
31 Летюшова (Рязань-ТНК)
 16 Барбашина (Рязань-ТНК)
 14 Босикова (Энергия-XXI век)
 13 Кремлева (ЦСК ВВС)
 12 Кононова (ЦСК ВВС)

### Турнир за 1 место
1 сентября - 11 сентября
| Поз | Команда                   | И  | В  | Н | П  | МЗ | МП | РМ  | О  | Квалификация или выбывание  |
| --- | ------------------------- | -- | -- | - | -- | -- | -- | --- | -- | --------------------------- |
|     | ЦСК ВВС (Самара)          | 24 | 20 | 1 | 3  | 82 | 22 | +60 | 61 | Групповой турнир Кубка УЕФА |
|     | Энергия-XXI век (Воронеж) | 24 | 16 | 2 | 6  | 44 | 19 | +25 | 50 |                             |
|     | Рязань-ТНК (Рязань)       | 24 | 15 | 1 | 8  | 83 | 21 | +62 | 46 |                             |
| 4   | Лада (Тольятти)           | 24 | 12 | 2 | 10 | 40 | 34 | +6  | 38 |                             |
| 5   | Кубаночка (Краснодар)     | 24 | 10 | 3 | 11 | 30 | 38 | -8  | 33 | расформирован               |

1. ↑  «Кубаночка» в связи с финансовыми трудностями прекратила существование в межсезонье

### Турнир за 6 место
| Поз | Команда              | И  | В | Н | П  | МЗ | МП | РМ  | О  | Квалификация или выбывание |
| --- | -------------------- | -- | - | - | -- | -- | -- | --- | -- | -------------------------- |
| 6   | Спартак (Москва)     | 22 | 8 | 4 | 10 | 17 | 37 | -20 | 28 |                            |
| 7   | Волжанка (Чебоксары) | 22 | 8 | 2 | 12 | 21 | 31 | -10 | 26 |                            |
| 8   | Чертаново (Москва)   | 22 | 5 | 4 | 13 | 12 | 56 | -44 | 19 |                            |
| 9   | Дон-Текс (Шахты)     | 22 | 0 | 1 | 21 | 2  | 73 | -71 | 1  |                            |

## Результаты матчей
нет информации о результатах двенадцати матчей за 6-9 места

| Команда                   | ЦСК ВВС | Энергия-XXI век | Рязань-ТНК | Лада | Кубаночка | Спартак | Волжанка | Чертаново | Дон-Текс |
| ------------------------- | ------- | --------------- | ---------- | ---- | --------- | ------- | -------- | --------- | -------- |
| ЦСК ВВС (Самара)          |         | 3:0             | 4:2        | 4:0  | 1:0       | 9:1     | 5:1      | 4:2       | 9:0      |
| ЦСК ВВС (Самара)          | 2:1     | 1:0             | 4:0        | 6:0  | —         | —       | —        | —         |          |
| Энергия-XXI век (Воронеж) | 1:1     |                 | 1:0        | 1:0  | 0:1       | 3:0     | 2:2      | 4:1       | 4:0      |
| Энергия-XXI век (Воронеж) | 2:3     | 2:0             | 4:0        | 2:1  | —         | —       | —        | —         |          |
| Рязань-ТНК (Рязань)       | 0:2     | 1:0             |            | 2:2  | 2:1       | 4:0     | 3:1      | 11:0      | 8:0      |
| Рязань-ТНК (Рязань)       | 5:0     | 1:2             | 3:0        | 6:0  | —         | —       | —        | —         |          |
| Лада (Тольятти)           | 3:2     | 0:1             | 1:0        |      | 1:0       | 3:0     | 3:0      | 4:0       | 3:0      |
| Лада (Тольятти)           | 1:3     | 1:2             | 3:2        | 3:1  | —         | —       | —        | —         |          |
| Кубаночка (Краснодар)     | 0:3     | 0:2             | 0:5        | 1:1  |           | 2:0     | 1:1      | 2:1       | 4:0      |
| Кубаночка (Краснодар)     | 2:1     | 2:1             | 0:1        | 1:0  | —         | —       | —        | —         |          |
| Спартак (Москва)          | 1:4     | 0:2             | 1:4        | 1:0  | 0:0       |         | 1:0      | 0:0       | 3:0      |
| Спартак (Москва)          | —       | —               | —          | —    | —         | ?       | ?        | ?         |          |
| Волжанка (Чебоксары)      | 0:1     | 0:1             | 0:4        | 1:2  | 0:2       | 1:0     |          | 0:2       | 1:0      |
| Волжанка (Чебоксары)      | —       | —               | —          | —    | —         | ?       | ?        | ?         |          |
| Чертаново (Москва)        | 0:5     | 0:4             | 0:10       | 0:2  | 0:4       | 1:1     | 0:1      |           | 1:0      |
| Чертаново (Москва)        | —       | —               | —          | —    | —         | ?       | ?        | ?         |          |
| Дон-Текс (Шахты)          | 0:5     | 0:2             | 0:9        | 0:6  | 0:4       | 1:3     | 0:2      | 0:0       |          |
| Дон-Текс (Шахты)          | —       | —               | —          | —    | —         | ?       | ?        | ?         |          |

 Домашняя победа  •  Ничья •  Домашнее поражение

## Статистика чемпионата

### Лучшие бомбардиры
| Место | Игрок             | Клуб                      | Голы |
| ----- | ----------------- | ------------------------- | ---- |
| 1     | Ольга Летюшова    | Рязань-ТНК (Рязань)       | 38   |
| 2     | Наталья Барбашина | Рязань-ТНК (Рязань)       | 21   |
| 3     | Елена Кононова    | ЦСК ВВС (Самара)          | 21   |
| 4     | Надежда Босикова  | Энергия-XXI век (Воронеж) | 18   |

## Символическая сборная
| Сезон | № | Вратари                | Защитники                 | Защитники                  | Защитники                  | Защитники                  | Полузащитники             | Полузащитники           | Полузащитники       | Полузащитники              | Нападающие             | Нападающие            |
| ----- | - | ---------------------- | ------------------------- | -------------------------- | -------------------------- | -------------------------- | ------------------------- | ----------------------- | ------------------- | -------------------------- | ---------------------- | --------------------- |
| 2001  | 1 | Петько (ЦСК ВВС)       | О. Карасёва (ЦСК ВВС)     | Саенко (Энергия-XXI век)   | Струкова (Энергия-XXI век) | Буракова (Энергия-XXI век) | Комарова (ЦСК ВВС)        | Светлицкая (Лада)       | Фомина (ЦСК ВВС)    | Босикова (Энергия-XXI век) | Барбашина (Рязань-ТНК) | Летюшова (Рязань-ТНК) |
| 2001  | 2 | Репейкина (Рязань-ТНК) | Жихарева (Рязань-ТНК)     | Ол. Кузнецова (Рязань-ТНК) | Примак (ЦСК ВВС)           | Коломиец (Рязань-ТНК)      | Шмачкова (Рязань-ТНК)     | Верезубова (Рязань-ТНК) | Егорова (ЦСК ВВС)   | Григорьева (ЦСК ВВС)       | Кононова (ЦСК ВВС)     | Кремлева (ЦСК ВВС)    |
| 2001  | 3 | Важнова (Чертаново)    | Суслова (Энергия-XXI век) | Джарболова (ЦСК ВВС)       | Федченко (Кубаночка)       | Феколкина (Спартак)        | Зайцева (Энергия-XXI век) | Седакова (Лада)         | Цуркан (Рязань-ТНК) | Скотникова (Лада)          | Пекур (Кубаночка)      | Зинченко (Рязань-ТНК) |